# Going South (livro)
Going South é um livro de memórias e de fotografia da cantora e compositora neozelandesa Lorde. Ele documenta sua experiência visitando o continente da Antártida em janeiro de 2019 com fotos tiradas pela fotógrafa Harriet Were da Nova Zelândia. Todos os rendimentos do livro serão usados para financiar uma bolsa de estudos criada pela Antarctica New Zealand, uma agência governamental.

## Antecedentes
Lorde expressou interesse em explorar a região da Antártida desde que ela tinha idade suficiente para ler. Em janeiro de 2019, ela visitou a Base Scott e a Estação McMurdo, na Antártida, viajando como uma Embaixadora Antártica. Durante sua visita, ela observou espécies microscópicas em laboratórios ambientais e conversou com cientistas. Lorde descreveu o livro como "uma espécie de precursor perfeito" para seu próximo terceiro álbum de estúdio, Solar Power. Ele conta com mais de 100 páginas de imagens tiradas pela fotógrafa neozelandesa Harriet Were e textos de Lorde. Todos os rendimentos serão usados para financiar uma bolsa de pós-graduação criada pela Antarctica New Zealand, uma agência governamental.